# Bauxite (Arkansas)
Bauxite – miasto w Stanach Zjednoczonych, w stanie Arkansas, w hrabstwie Saline.